# یواس‌اس شرواتر (۱۸۸۷)
یواس‌اس شرواتر (۱۸۸۷) (به انگلیسی: USS Shearwater (1887)) یک کشتی بود. این کشتی در سال ۱۸۸۷ ساخته شد.